# Martino Gosia
Martino Gosia, o Martinus Gosius (... – 1167), è stato un giurista italiano, legum doctor, canonista e professore alla prestigiosa Alma Mater di Bologna. Discepolo di Irnerio insieme con Jacopo, Ugo di Porta Ravennate e Bulgaro, di quest'ultimo fu rivale, perché sostenitore di opposte teorie. Fondò la corrente gosiana, di cui furono esponenti Pillio da Medicina e Piacentino.

## Biografia
Un aneddoto tratto dalla cronaca di Ottone Morena (cronista lodigiano vissuto a metà del secolo XII) riporta che Irnerio, morente, avrebbe designato il suo successore tra i quattro allievi prediletti, individuando tale successore in Jacopo con questa affermazione: “Bulgarus os aureum, Martinus copia legum, mens legum est Ugo, Jacopo id quid ego. Et sic dictus Jacobus fuit doctor”.

## Canonisti e civilisti nel Medioevo
Accanto al Corpus iuris, l'altra chiave di volta del sistema del diritto del Basso medioevo e anche dell'età moderna (fino al XIX secolo) fu il diritto della Chiesa. Per le sue caratteristiche di contenuto e modalità di formazione, solo in parte può essere avvicinato al Corpus iuris: mentre quest'ultimo è un complesso di testi risalenti al VI secolo d.C., riproposti in blocco come norme vigenti nel XII secolo, la fonte del diritto della Chiesa solo in parte è costituita da materiali di secoli precedenti, riorganizzati e riproposti nell'età del rinascimento giuridico, mentre per il resto si compone di raccolte di epistulae decretales (atti normativi) dei pontefici dei secoli XII-XV. 
Anche queste fonti divennero oggetto di un'intensa attività didattica e scientifica, che si svolse con le stesse caratteristiche di quella che nel frattempo investiva la riscoperta compilazione giustinianea: sicché le varie compilazioni, mano a mano che venivano realizzate, furono glossate e anche in questo caso le annotazioni marginali divennero parte integrante del testo. Nel XIII secolo si scrissero summae, come quella celeberrima di Enrico da Susa, che contiene un'esposizione sistematica del diritto canonico nell'ordine delle decretali di papa Gregorio IX (Summa aurea).

## Pensiero

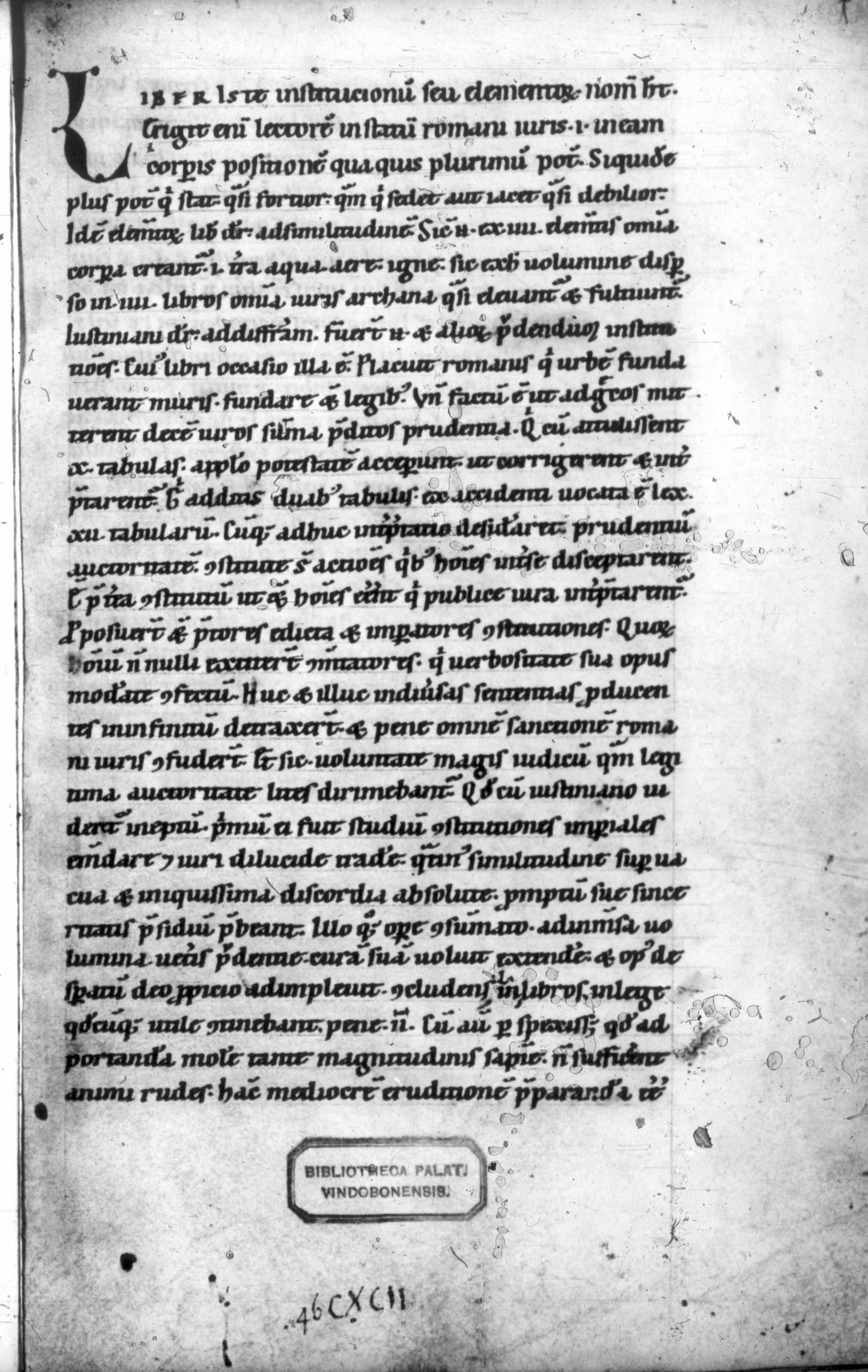
Distinctio de interesse, manoscritto, XII secolo. Vienna, Österreichische Nationalbibliothek, Codices (Altbestand), Cod. 2176 (antea Jus civ. 192), ff. 162r-163v.

Enrico da Susa definirà Martino Gosia come spiritualis homo disposto a seguire la legge di Dio a costo di sacrificare Giustiniano, giacché il ricorso all'equità altro non sarebbe se non il ricorso al diritto canonico. Canonisti e civilisti erano concordi nel rappresentare il sistema normativo come un sistema di sfere concentriche (diritto naturale, diritto delle genti, diritto civile). Per i canonisti, tra cui Gosia, il diritto naturale coincide con il dettato biblico (diritto divino); per i civilisti, tra cui Bulgaro, il diritto naturale, pur avendo punti di contatto col diritto divino, non coincide con esso.
I civilisti rinvengono il diritto naturale anche nella compilazione giustinianea, ma soprattutto nel diritto del pretore romano, che, aequitate naturali motus, può derogare il diritto civile che gli appare ingiusto. Il riferimento è alla definizione di Cicerone, per cui l'equità corrisponde all'eguaglianza (aequitas = aequalitas), e a quella delle Questiones de iuris subtilitatibus, la quale descrive l'equità come corrispondenza dell'atto giuridico con la sua “causa naturale” (se il venditore consegna la cosa il compratore deve pagare il prezzo, e viceversa), non creata dall'arbitrio del legislatore, ma insita nella “natura delle cose”, espressione, cioè, del diritto naturale. 
In un'epoca di lotta tra l'Imperatore e i Comuni dell'Italia settentrionale, la glossa irneriana diventa così uno strumento di rilancio della concezione tradizionale dell'impero e del pieno recupero delle regalìe (v. infra).
Nel 1158, Federico Barbarossa scende per la seconda volta in Italia, e nella dieta di Roncaglia emana un lungo elenco di "diritti imperiali", frutto del lavoro di Bulgaro, Martino Gosia, Jacopo e Ugo di Porta Ravegnana.
Gosia non fu spettatore della sconfitta dell'Imperatore a Legnano nel 1176 e della pace di Costanza del 1183, con cui si ebbe il riconoscimento della Lega Lombarda e delle autonomie comunali, e si decretò la fine dell'antica concezione dell'impero. Si riconosceva così la validità delle consuetudini cittadine e la loro superiorità rispetto al diritto imperiale, come diritti speciali. La concezione di Irnerio e di Martino Gosia era tramontata nella storia.

## Opere

### Constitutio de regalibus
Le regalie sono un insieme di prerogative pubbliche, anche di natura fiscale, che affermano la supremazia dell'Imperatore sui Comuni.
Le regalie sono le seguenti: le arimannie, le vie pubbliche, i fiumi navigabili e quelli dai quali derivano canali navigabili, i porti, i tributi che si percepiscono sulle rive dei fiumi, le esazioni che comunemente si chiamano telonei, le monete, i compendi delle multe e delle pene, i beni vacanti e quelli che per legge vengono tolti agli indegni, eccetto quelli che sono conferiti a qualcuno con speciale provvedimento e i beni di coloro che contraggono nozze incestuose nonché i beni dei proscritti e dei condannati, secondo quanto dispongono le recenti costituzioni, le prestazioni di angarie e parangarie, di carri e di navi e le imposizioni straordinarie a favore della maestà regia, la potestà di creare magistrature per amministrare la giustizia, le zecche e i pubblici palazzi nelle città in cui esistono per tradizione, i redditi della pesca e delle saline, i beni dei rei di lesa maestà e la metà dei tesori trovati in luogo sacro o in terre di pertinenza dell'imperatore se questi non avrà collaborato al loro ritrovamento; se avrà collaborato, tutto spetta a lui.

### Manoscritti
- Distinctio de interesse, XIII secolo, Wien, Österreichische Nationalbibliothek, Codices (Altbestand), Cod. 2176 (antea Jus civ. 192),  ff. 162r-163v.
- Elogia versificata Martini Gosiae et filii eius, inc. Si de fonte bibere possem caballino..., XII secolo, Paris, Bibliothèque Nationale de France, Fonds latin, Lat. 4615,  f. 62 v.